# 阿提库斯
阿提库斯（拉丁語：Titus Pomponius Atticus），（？—前32年）。古罗马贵族之一，西塞罗之友。他曾与西塞罗之间相互交换信件。早年即接受良好的教育，后在外通过一系列手段获得了巨额财富。于公元前65年返回罗马城，在罗马城他与政治保持距离，晚年绝食而死。其著作现已失传。

## 扩展阅读
- Manuel Dejante Pinto de Magalhães Arnao Metello and João Carlos Metello de Nápoles, "Metellos de Portugal, Brasil e Roma", Torres Novas, 1998
- Anthony Everitt, "Cicero", Random House, 2001.